# Zona Especial de Conservación Río y Embalse del Ebro

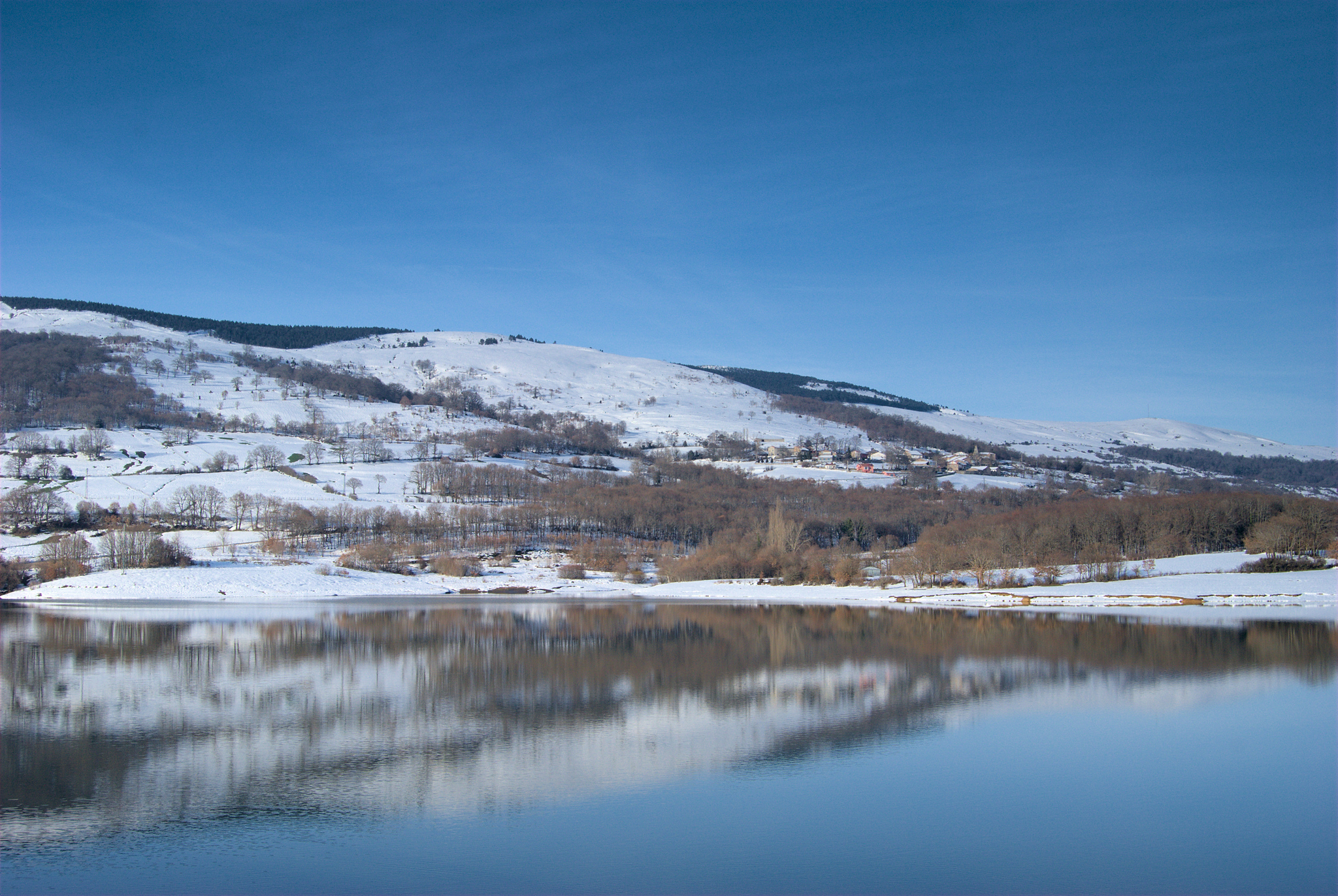
Embalse del Ebro después de una nevada.

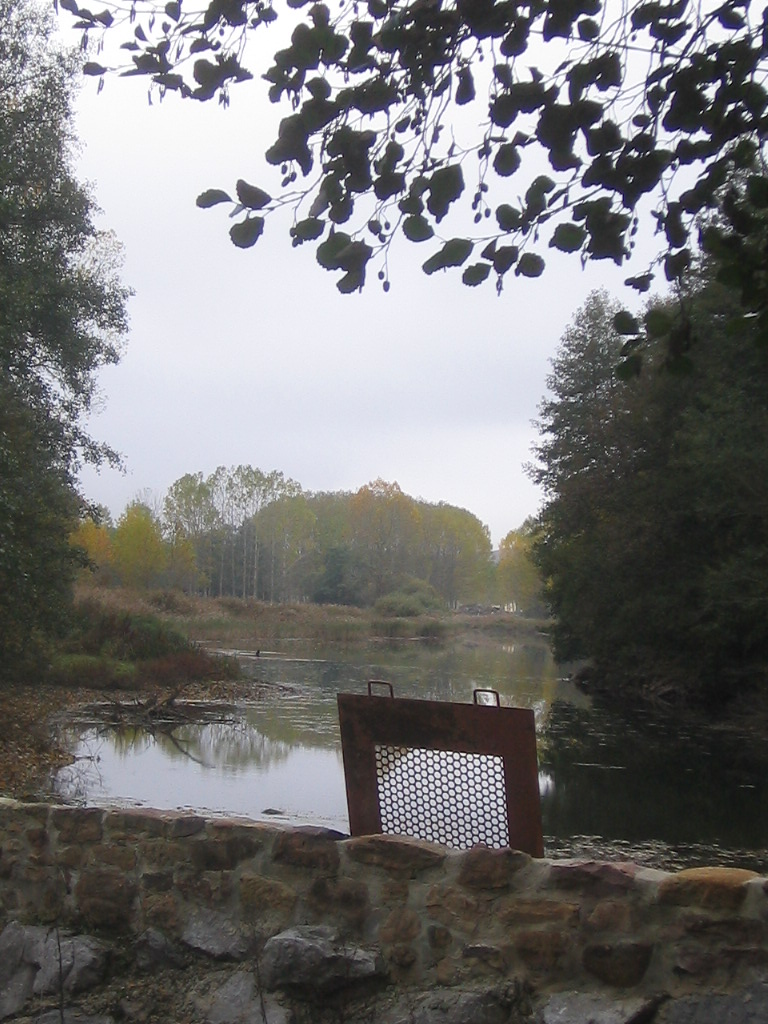
Río Ebro a su paso por el municipio de Valderredible.

La Zona Especial de Conservación Río y Embalse del Ebro es un espacio protegido de Cantabria, declarado Lugar de Importancia Comunitaria por decisión de la Comisión Europea de 7 de diciembre de 2004, designado posteriormente Zona Especial de Conservación mediante el Decreto 19/2017 del Consejo de Gobierno de Cantabria, e incluido en la Red de Espacios Naturales Protegidos de Cantabria por la Ley de Cantabria 4/2006, de 19 de mayo, de Conservación de la Naturaleza.
Con una superficie superior a las 4342 ha, comprende todo el tramo cántabro del río Ebro, sus afluentes de cabecera, y el cauce que le alimenta en su nacimiento, el Híjar, además del embalse del Ebro. Incluye territorio de los términos municipales de Hermandad de Campoo de Suso, Campoo de Enmedio, Reinosa, Campoo de Yuso, Valdeprado del Río, Las Rozas de Valdearroyo y Valderredible.
Entre las especies más representativas se encuentran el desmán ibérico (Galemys pyrenaicus), la nutria paleártica (Lutra lutra), el cangrejo de río (Austropotamobius pallipes), la madrilla (Chondrostoma miegii) y la bermejuela (Chondrostoma arcasii).